# Valea Carasu
Valea Carasu (în denumirea originală din limba turcă Cára-Sú) este o formațiune geografică ce face parte din Podișul Dobrogei de Sud, situată pe teritoriul județului Constanța.

## Descriere
Valea Carasu, de-a lungul căreia s-a realizat cea mai mare parte a canalului Dunăre - Marea Neagră (Cernavodă - Basarabi), delimitează podișurile nordice de cele sudice de pe teritoriul județului Constanța. Fundul acestui culoar (depresiunea sinclinală), cu direcția est vest, are versanți abrupți și înalți din loess, obârșia Văii aflându-se foarte aproape de mare - cumpăna de ape situându-se in zona Straja.
Peters și R.Sevastos (1903) au emis ideea unui curs al Dunării pe direcția văii Carasu spre Mare.